# 吴瑾光
吴瑾光（1934年—），女，安徽歙县人，中国物理化学家、无机化学家，曾任北京大学教授、博士生导师，中国化学会理事。

## 家庭
哥哥吴葆桢，嫂子杜近芳。丈夫为中国工程院院士徐端夫。